# Ophiobolus anguillides
Ophiobolus anguillides är en svampart som först beskrevs av Mordecai Cubitt Cooke, och fick sitt nu gällande namn av Pier Andrea Saccardo 1883. Ophiobolus anguillides ingår i släktet Ophiobolus och familjen Leptosphaeriaceae.   Inga underarter finns listade i Catalogue of Life.